# Saint-Jean-de-Chevelu
Saint-Jean-de-Chevelu este o comună în departamentul Savoie din sud-estul Franței. În 2009 avea o populație de 733 de locuitori.

## Evoluția populației
| An        | 1975 | 1982 | 1990 | 1999 | 2006 | 2009 |
| --------- | ---- | ---- | ---- | ---- | ---- | ---- |
| Populație | 338  | 307  | 485  | 584  | 691  | 733  |